# Сентръл Парк
Сентръл парк е обществен парк в центъра на Манхатън в Ню Йорк, Съединени щати. Паркът първоначално е отворен през 1857 на 770 акра на общинска земя. През 1858 Фредерик Лоу Олмстед и Калверт Вокс печелят дизайнерско състезание и разширяват парка с план, който кръщават Грийнсуорд план. Ремонтът започнал същата година и е бил завършен през 1873.
По указание на НИЗ (Национална Историческа Забележителност) през 1963 паркът е под ръководството на Central Park Conservancy с договор от общината.

## Сентръл парк днес
Сентръл парк, който е бил Национална историческа забележителност от 1963 е проектиран от Фредерик Лоу Олмстед и английския архитект Калверт Вокс през 1858, след като печелят в състезание за дизайн.
Сентръл парк граничи със Западна 110-а улица на север, със Западна 59-а улица на юг, от Осмо авеню на запад. Заедно с границите на парка, тези улици са познати като Северен Сентръл парк, Южен Сентръл парк и Западен Сентръл парк. Само Пето авеню, както и източните граници на парка си остават с името.

### Посетители
Паркът, който е посещаван приблизително от тридесет и пет милиона посетители годишно, е най-посещаваният градски парк в Съединените щати. Отворен е на около 770 акра (3.1 km2) общинска земя, по-късно е разширен в 843 акра (3.41 km2). Паркът е 4 км дълъг между 59-а улица (Южен Сентръл парк) и 110-а улица (Северен Сентръл парк) и е 0.8 км широк между Пето авеню и Западен Сентръл парк. По големина е близък до Голдън Гейт Парк в Сан Франциско, Линкълн Парк в Чикаго, Стенли Парк във Ванкувър и парка Английска градина в Мюнхен.

### Поддържане
Паркът се поддържа от Central Park Conservancy, организация с нестопанска цел, която управлява Сентръл парк с договор от Службата за паркове и освежаване в Ню Йорк, като директорът е и администратор на парка.

### Озеленяване и съоръжения
Малка част от парка е естествена, но по-голямата част е изцяло озеленена. В парка се намират няколко естествено изглеждащи езера и езерца, които са създадени изкуствено, обширни пътеки, пътеки за езда, две ледени пързалки (едната от които е плувен басейн през юли и август), зоологическата градина, консерваторията, резерват, голяма площ от естествени гори, открит амфитеатър, театър Делакорт. Атракциите на закрито включват Замъка Белведер, Шведски куклен театър. В допълнение има и седем големи тревни площи „ливади“, има редица затворени площадки за деца.
Шестте мили (10 км) от парка се използват от бегачи, велосипедисти, скейтбордисти и инлайн скейтъри, особено когато автомобилният трафик е забранен, през почивните дни и вечер след 19:00.
Реалната стойност на имотите в Сентръл парк беше оценена от фирмата и е 528,783,552,000 долара през декември 2005 г.

## История

### 1857 – 1900
Сентръл Парк не е бил част от Комисионерския план на 1811; но между 1821 и 1855 населението на Ню Йорк Сити се увеличава четири пъти. С уголемяването на града хората са били привлечени от малкото съществуващи отворени пространства в града, предимно гробища, за да се отърват от шумния и хаотичен живот в града.
Нуждата на Ню Йорк Сити от добър публичен парк е изказана от поета и редактора на Evening Post (Вечерна поща) Уилиам Кълън Брайънт и от първия американски архитект на паркове Андрю Джаксън Доунинг, който започнал да публикува и разказва за нуждата на града от публичен парк през 1844.